# Teodor Józef Blachut
Teodor Józef Blachut (ur. 10 lutego 1915 w Częstochowie, zm. 17 czerwca 2004 w Ottawie) – polski geodeta i kartograf, działający w Kanadzie, twórca instrumentów fotogrametrycznych i kartograficznych.

## Życiorys
Studiował geodezję na Politechnice Lwowskiej (1932-1938), w 1971 obronił doktorat na Politechnice Federalnej w Zurychu (ETHZ). Po studiach kierował sekcją pomiarów w firmie pomiarowej inż. Kwiecińskiego w Katowicach. Brał udział w kampanii francuskiej II wojny światowej jako ochotnik 2 Dywizji Strzelców Pieszych (1940). W latach 1940–1945 internowany w Szwajcarii, pracował jako asystent w ETHZ w Zurychu, wykładał także w obozie akademickim dla internowanych polskich żołnierzy w Szwajcarii. Po wojnie był inżynierem w dziale rozwoju i kontroli instrumentów fotogrametrycznych fabryki Wild w Heerbruggu. Od 1951 związany z Kanadą; w 1951 założył, a następnie do 1980 kierował Sekcją Badań Fotogrametrycznych przy National Research Council of Canada.
W 1971 roku Teodor Blachut obronił na Politechnice w Zurychu pracę doktorską na temat techniki stereo-ortofoto.. W pracy naukowej zajmował się instrumentami geodezyjnymi i fotogrametrycznymi oraz projektowaniem nowatorskich systemów pomiarowych i kartograficznych na bazie nowych technik; uzyskał 7 patentów kanadyjskich i 8 amerykańskich.
Od 1996 był członkiem zagranicznym PAN. W 1974 otrzymał tytuł doktora honoris causa Akademii Górniczo-Hutniczej w Krakowie. Odznaczony Krzyżem Kawalerskim Orderu Zasługi RP.